# Imelda Papin
Imelda Arcilla Papin, conocida popularmente por su nombre y apellido paterno, Imelda Papin, es una cantante filipina. Denominada como la cantante sentimental,[cita requerida] Imelda Papin es la creadora de canciones conocidas en Filipinas, temas como Bakit (Kung liligaya ka sa pilig ng iba) (en tagalo: Si vas a ser feliz en los brazos de alguien) e Isang Linggong pag-ibig (en tagalo: Una semana de amor).

## Biografía
Imelda Arcilla Papin nació el 26 de enero de 1956 en Camarines Sur, hija de Rosendo Papin Sr. Ella comenzó su carrera en una remota aldea de pescadores de su provincia natal. Su carrera como cantante se inició cuando Papin se unió a un concurso de canto regional, hasta que finalmente tuvo que viajar a Manila para entrar a los estudios de grabación.

## Canciones de éxito
Papin grabó su primer disco que contiene la canción Isang Linggong Musikal, que instantáneamente se convirtió en un éxito entre las estaciones de radio locales. Luego le siguió su segundo corte musical con más sencillos que encabezó las listas de los rankings musicales.

## Las Vegas
Papin fue a Las Vegas (Estados Unidos) y consiguió revivir su carrera.[cita requerida] Ella se convirtió en una artista regular en la ciudad y se convirtió en una celebridad. Se convirtió en la mejor cantante filipina por ser anfitrión de una teletón de tres horas en el Canal 18 en Los Ángeles, California. Ha organizado un programa de televisión de LA 18, titulado Imelda Papin in America (en inglés: Imelda Papin en Estados Unidos). Su programa de radio es un programa de dos horas llamado Imelda Papin Voice of the Heart Radio Show (en inglés: Show de Radio La Voz del Corazón Imelda Papin) en la KLAV 1230 AM, es en Las Vengas.

## Discografía
- A Ako Nga Ba Ito
- Bakit ikaw Pa
- Bakit Kaya
- Bakit Mo Pa Inibig
- Bawal
- Di Totoo
- Dinggin
- Habang de mayo Panahon
- Hinanakit
- Hindi Ko Kaya
- Hindi Maiiwanan
- Iniibig Ko ang Iniibig Mo
- Pag linggong Isang-Ibig
- Kailangan Ko
- Kapiling Mo Kasuyo Ko
- Katarungan
- Minsan
- Pinag-ISA Diyos ng
- Pinaglaruan
- Sabik
- Taksil
- The Winner Takes It All
- Se podía tenerlo todo